# Sugarhill Gang Greatest Hits
Sugarhill Gang Greatest Hits jest pierwszym albumem typu greatest hits zespołu The Sugarhill Gang wydanym w 1984 roku. Płyta zawiera skróconą wersję (12” short version) utworu Rapper’s Delight.

## Lista utworów
Opracowano na podstawie źródła
1. Rapper’s Delight – 6:30
2. Kick It Live From 9 To 5 – 6:39
3. Apache – 6:09
4. 8th Wonder – 3:56
5. Showdown (Furious 5 Meets The Sugarhill Gang) – 5:41